# Ludwig von Szymborski
Ludwig Ferdinand von Szymborski (* 1799 in Hoya; † 4. Februar 1856 in München) war ein deutscher Jurist und Politiker.

## Leben
Als Sohn einer aus dem polnischen „Uradel“ stammenden Familie wurde von Szymborski im Jahr 1812 Page am Hof von Herzog Ernst I. von Sachsen-Coburg-Gotha. Später  studierte er Kameralistik in Jena, wo er 1818 Mitglied der Urburschenschaft wurde. Am 10. August 1821 wurde der Rechtskandidat „zum Mitgliede des Landgerichts“ zu St. Wendel im damaligen Fürstentum Lichtenberg ernannt. 1823 bis 1833 und 1835 bis 1839 gehörte er der Landesregierung an, war 1833 bis 1835 Leiter der Regierung zu St. Wendel und wurde 1835 Geheimer Regierungsrat. 1837 bis 1846 war er Regierungsdirektor, bis 1839 Regierungspräsident der Landesregierung Gotha, 1846 bis 1849 Kammerdirektor in Gotha und Februar bis August 1849 Mitglied des Staatsministeriums von Sachsen-Coburg und Gotha.
Szymborski starb am 4. Februar 1856 morgens um 7 Uhr nach 14-tägiger Krankheit „an einem Gehirnleiden“, wie eine mit „München, 4. Februar“ datierte Todesanzeige in der Allgemeinen Zeitung „zur Nachricht an seine hier unbekannten Verwandten und Bekannten“ mitteilte.

## Ehrungen
- 1834: Ritterkreuz 1. Klasse des Herzoglich Sachsen-Ernestinischen Hausordens.[4]
- 1837: Offizierskreuz 3. Klasse des Roten Adlerordens (Preußen).[5]
- 1848: Komturkreuz 2. Klasse des Herzoglich Sachsen-Ernestinischen Hausordens.[6]